# Giải bóng chuyền nam vô địch châu Á 2017
Giải bóng chuyền nam Vô địch châu Á 2017 được tổ chức tại Surabaya, Indonesia từ ngày 24 tháng 7 đến 1 tháng 8 năm 2017.
Nhật Bản sẽ tham gia giải đấu với tư cách đương kim vô địch khi họ đã vô địch giải đấu này năm 2015.

## Đội tuyển tham dự
| Trung Á                            | Đông Á                                                   | Châu Úc | Đông Nam Á                  | Tây Á                  |
| ---------------------------------- | -------------------------------------------------------- | ------- | --------------------------- | ---------------------- |
| Iran Kazakhstan Pakistan Sri Lanka | Trung Quốc Đài Bắc Trung Hoa Hồng Kông Nhật Bản Hàn Quốc | Úc      | Việt Nam Indonesia Thái Lan | Iraq Qatar Ả Rập Xê Út |

## Thành phần các bảng đấu
Các đội được xếp vào các bảng dựa theo thứ hạng của họ trên Bảng xếp hạng bóng chuyền thế giới  tính đến ngày 22 tháng 8 năm 2016.
| Bảng A            | Bảng B                 | Bảng C         | Bảng D          |
| ----------------- | ---------------------- | -------------- | --------------- |
| Indonesia (Hosts) | Iran (7)               | Nhật Bản (14)  | Úc (15)         |
| Qatar (36)        | Đài Bắc Trung Hoa (33) | Hàn Quốc (22)  | Trung Quốc (20) |
| Kazakhstan (36)   | Pakistan (50)          | Việt Nam (77)  | Thái Lan (42)   |
| Ả Rập Xê Út (50)  | Iraq (77)              | Sri Lanka (77) | Hồng Kông (77)  |

## Địa điểm
| Vòng sơ bộ, Bảng E, F, QF, SF và chung kết | Vòng sơ bộ, Bảng G, H và vòng chung Kết |
| ------------------------------------------ | --------------------------------------- |
| Indonesia, Indonesia                       | Indonesia, Indonesia                    |
| Sân vận động Petrokimia                    | Bima Usesa                              |
| Sức chứa: 20,000                           | Sức chứa: 3,000                         |
| Không Có Hình Ảnh                          | Không Có Hình Ảnh                       |

## Tiêu chí xếp hạng
1. Số trận thắng
2. Điểm trận đấu
3. Tỉ lệ set
4. Tỉ lệ điểm
5. Kết quả của những trận đấu cuối cùng giữa các đội

Trận đấu có kết quả 3-0 hoặc 3-1: Đội thắng sẽ được 3 điểm, đội thua được 0 điểm. Trận đấu có kết quả 3-2:Đội thắng sẽ được 2 điểm, đội thua sẽ được 1 điểm.

## Vòng sơ bộ
- Tất cả thời gian được tính theo giờ Indonesia (UTC+07:00).

|  | Đủ điều kiện vào Bảng E |
|  | Đủ điều kiện vào Bảng F |
|  | Đủ điều kiện vàoBảng G  |
|  | Đủ điều kiện vào Bảng H |

### Bảng A
|      |             | Trận đấu | Trận đấu | Điểm | Set | Set | Set   | Điểm | Điểm | Điểm  |
| Hạng | Đội         | T        | B        | Điểm | T   | B   | Tỉ lệ | T    | B    | Tỉ lệ |
| ---- | ----------- | -------- | -------- | ---- | --- | --- | ----- | ---- | ---- | ----- |
| 1    | Kazakhstan  | 3        | 0        | 7    | 9   | 4   | 2.250 | 290  | 264  | 1.098 |
| 2    | Indonesia   | 2        | 1        | 6    | 8   | 6   | 1.333 | 310  | 307  | 1.010 |
| 3    | Qatar       | 1        | 2        | 5    | 7   | 6   | 1.167 | 281  | 272  | 1.033 |
| 4    | Ả Rập Xê Út | 0        | 3        | 0    | 1   | 9   | 0.111 | 210  | 248  | 0.847 |

| Ngày       | Thời gian |             | Điểm |             | Set 1 | Set 2 | Set 3 | Set 4 | Set 5 | Tổng    | Nguồn |
| ---------- | --------- | ----------- | ---- | ----------- | ----- | ----- | ----- | ----- | ----- | ------- | ----- |
| 24 tháng 7 | 11:30     | Indonesia   | 3–1  | Ả Rập Xê Út | 25–23 | 25–21 | 22–25 | 26–24 |       | 98–93   |       |
| 24 tháng 7 | 16:30     | Qatar       | 2–3  | Kazakhstan  | 25–18 | 25–20 | 24–26 | 19–25 | 10–15 | 103–104 | P2    |
| 25 tháng 7 | 14:00     | Ả Rập Xê Út | 0–3  | Qatar       | 23–25 | 21–25 | 21–25 |       |       | 65–75   |       |
| 25 tháng 7 | 16:30     | Indonesia   | 2–3  | Kazakhstan  | 25–23 | 25–27 | 21–25 | 25–21 | 13–15 | 109–111 |       |
| 26 tháng 7 | 11:30     | Kazakhstan  | 3–0  | Ả Rập Xê Út | 25–13 | 25–22 | 25–17 |       |       | 75–52   |       |
| 26 tháng 7 | 16:30     | Indonesia   | 3–2  | Qatar       | 24–26 | 14–25 | 25–20 | 25–21 | 15–11 | 103–103 |       |

### Bảng B
|      |                   | Trận đấu | Trận đấu | Điểm | Set | Set | Set   | Điểm | Điểm | Điểm  |
| Hạng | Đội               | T        | B        | Điểm | T   | B   | Tỉ lệ | T    | B    | Tỉ lệ |
| ---- | ----------------- | -------- | -------- | ---- | --- | --- | ----- | ---- | ---- | ----- |
| 1    | Iran              | 3        | 0        | 9    | 9   | 0   | MAX   | 230  | 182  | 1.264 |
| 2    | Đài Bắc Trung Hoa | 2        | 1        | 6    | 6   | 3   | 2.000 | 220  | 194  | 1.134 |
| 3    | Pakistan          | 1        | 2        | 3    | 3   | 7   | 0.429 | 199  | 238  | 0.836 |
| 4    | Iraq              | 0        | 3        | 0    | 1   | 9   | 0.111 | 209  | 244  | 0.857 |

| Ngày       | Thời gian |                   | Điểm |                   | Set 1 | Set 2 | Set 3 | Set 4 | Set 5 | Tổng  | Nguồn |
| ---------- | --------- | ----------------- | ---- | ----------------- | ----- | ----- | ----- | ----- | ----- | ----- | ----- |
| 24 tháng 7 | 11:30     | Đài Bắc Trung Hoa | 3–0  | Pakistan          | 25–17 | 25–16 | 25–14 |       |       | 75–47 |       |
| 24 tháng 7 | 14:00     | Iran              | 3–0  | Iraq              | 25–17 | 25–16 | 25–21 |       |       | 75–54 |       |
| 25 tháng 7 | 11:30     | Iraq              | 0–3  | Đài Bắc Trung Hoa | 24–26 | 21–25 | 22–25 |       |       | 67–76 |       |
| 25 tháng 7 | 14:00     | Iran              | 3–0  | Pakistan          | 25–23 | 25–22 | 25–14 |       |       | 75–59 |       |
| 26 tháng 7 | 11:30     | Pakistan          | 3–1  | Iraq              | 26–24 | 25–17 | 17–25 | 25–22 |       | 93–88 |       |
| 26 tháng 7 | 14:00     | Iran              | 3–0  | Đài Bắc Trung Hoa | 25–23 | 30–28 | 25–21 |       |       | 80–72 |       |

### Bảng C
|      |           | Trận đấu | Trận đấu | Điểm | Set | Set | Set   | Điểm | Điểm | Điểm  |
| Hạng | Đội       | T        | B        | Điểm | T   | B   | Tỉ lệ | T    | B    | Tỉ lệ |
| ---- | --------- | -------- | -------- | ---- | --- | --- | ----- | ---- | ---- | ----- |
| 1    | Hàn Quốc  | 3        | 0        | 8    | 9   | 2   | 4.500 | 253  | 207  | 1.222 |
| 2    | Nhật Bản  | 2        | 1        | 7    | 8   | 3   | 2.667 | 249  | 203  | 1.227 |
| 3    | Việt Nam  | 1        | 2        | 2    | 3   | 8   | 0.375 | 204  | 249  | 0.819 |
| 4    | Sri Lanka | 0        | 3        | 1    | 2   | 9   | 0.222 | 204  | 251  | 0.813 |

| Ngày       | Thời gian |           | Điểm |            | Set 1 | Set 2 | Set 3 | Set 4 | Set 5 | Tổng   | Nguồn |
| ---------- | --------- | --------- | ---- | ---------- | ----- | ----- | ----- | ----- | ----- | ------ | ----- |
| 24 tháng 7 | 19:00     | Nhật Bản  | 3–0  | Sri Lanka  | 25–17 | 25–16 | 25–17 |       |       | 75–50  |       |
| 24 tháng 7 | 19:20     | Hàn Quốc  | 3–0  | Việt Nam   | 25–17 | 25–19 | 25–17 |       |       | 75–53  |       |
| 25 tháng 7 | 19:00     | Nhật Bản  | 3–0  | Việt Nam   | 25–13 | 25–19 | 25–18 |       |       | 75–50  |       |
| 25 tháng 7 | 19:00     | Sri Lanka | 0–3  | Hàn Quốc   | 15–25 | 20–25 | 20–25 |       |       | 55–75  |       |
| 26 tháng 7 | 19:00     | Nhật Bản  | 2–3  | ' Hàn Quốc | 22–25 | 25–21 | 25–17 | 18–25 | 9–15  | 99–103 |       |
| 26 tháng 7 | 19:00     | Việt Nam  | 3–2  | Sri Lanka  | 25–19 | 16–25 | 25–21 | 20–25 | 15–9  | 101–99 |       |

### Bảng D
|      |            | Trận đấu | Trận đấu | Điểm | Set | Set | Set   | Điểm | Điểm | Điểm  |
| Hạng | Đội        | T        | B        | Điểm | T   | B   | Tỉ lệ | T    | B    | Tỉ lệ |
| ---- | ---------- | -------- | -------- | ---- | --- | --- | ----- | ---- | ---- | ----- |
| 1    | Úc         | 3        | 0        | 8    | 9   | 2   | 4.500 | 261  | 210  | 1.243 |
| 2    | Trung Quốc | 2        | 1        | 6    | 6   | 3   | 2.000 | 214  | 183  | 1.169 |
| 3    | Thái Lan   | 1        | 2        | 4    | 5   | 7   | 0.714 | 254  | 262  | 0.969 |
| 4    | Hồng Kông  | 0        | 3        | 0    | 1   | 9   | 0.111 | 174  | 248  | 0.702 |

| Ngày       | Thời gian |            | Điểm |            | Set 1 | Set 2 | Set 3 | Set 4 | Set 5 | Tổng   | Nguồn |
| ---------- | --------- | ---------- | ---- | ---------- | ----- | ----- | ----- | ----- | ----- | ------ | ----- |
| 24 tháng 7 | 14:00     | Trung Quốc | 3–0  | Thái Lan   | 25–19 | 29–27 | 25–13 |       |       | 79–59  |       |
| 24 tháng 7 | 16:30     | Úc         | 3–0  | Hồng Kông  | 25–17 | 25–20 | 25–16 |       |       | 75–53  |       |
| 25 tháng 7 | 11:30     | Úc         | 3–2  | Thái Lan   | 19–25 | 26–28 | 25–19 | 25–14 | 15–11 | 110–97 |       |
| 25 tháng 7 | 13:30     | Hồng Kông  | 0–3  | Trung Quốc | 13–25 | 16–25 | 19–25 |       |       | 48–75  |       |
| 26 tháng 7 | 14:00     | Thái Lan   | 3–1  | Hồng Kông  | 23–25 | 25–8  | 25–19 | 25–21 |       | 98–73  |       |
| 26 tháng 7 | 16:30     | Úc         | 3–0  | Trung Quốc | 26–24 | 25–13 | 25–23 |       |       | 76–60  |       |

## Vòng phân loại
- Tất cả thời gian tính theo  giờ Indonesia (UTC+07:00).
- Các đội nằm cùng bảng ở vòng sơ bộ sẽ không phải tiếp tục thi đấu ở vòng này mà lấy luôn thành tích đối đầu ở vòng sơ bộ.

|  | Lọt vào vòng Tứ kết             |
|  | Lọt vào vòng Tranh hạng 9 - 12  |
|  | Lọt vào vòng Tranh hạng 13 - 16 |

### Bảng E
|      |            | Trận đấu | Trận đấu | Điểm | Set | Set | Set   | Điểm | Điểm | Điểm  |
| Hạng | Đội        | T        | B        | Điểm | T   | B   | Tỉ lệ | T    | B    | Tỉ lệ |
| ---- | ---------- | -------- | -------- | ---- | --- | --- | ----- | ---- | ---- | ----- |
| 1    | Hàn Quốc   | 3        | 0        | 8    | 9   | 4   | 2.250 | 296  | 254  | 1.165 |
| 2    | Nhật Bản   | 2        | 1        | 7    | 8   | 3   | 2.667 | 249  | 213  | 1.169 |
| 3    | Kazakhstan | 1        | 2        | 2    | 4   | 8   | 0.500 | 250  | 282  | 0.887 |
| 4    | Indonesia  | 0        | 3        | 1    | 3   | 9   | 0.333 | 235  | 281  | 0.836 |

| Ngày       | Thời gian |            | Điểm |           | Set 1 | Set 2 | Set 3 | Set 4 | Set 5 | Tổng  | Nguồn |
| ---------- | --------- | ---------- | ---- | --------- | ----- | ----- | ----- | ----- | ----- | ----- | ----- |
| 27 tháng 7 | 16:30     | Kazakhstan | 0–3  | Nhật Bản  | 18–25 | 19–25 | 23–25 |       |       | 60–75 | P2    |
| 27 tháng 7 | 19:00     | Hàn Quốc   | 3–1  | Indonesia | 25–21 | 20–25 | 25–14 | 25-16 |       | 95–60 | P2    |
| 29 tháng 7 | 16:30     | Kazakhstan | 1–3  | Hàn Quốc  | 18–25 | 25–23 | 23–25 | 13–25 |       | 79–98 |       |
| 29 tháng 7 | 19:00     | Indonesia  | 0–3  | Nhật Bản  | 23–25 | 15–25 | 12–25 |       |       | 50–75 |       |

### Bảng F
|      |                   | Trận đấu | Trận đấu | Điểm | Set | Set | Set   | Điểm | Điểm | Điểm  |
| Hạng | Đội               | T        | B        | Điểm | T   | B   | Tỉ lệ | T    | B    | Tỉ lệ |
| ---- | ----------------- | -------- | -------- | ---- | --- | --- | ----- | ---- | ---- | ----- |
| 1    | Iran              | 2        | 1        | 6    | 6   | 4   | 1.500 | 241  | 218  | 1.106 |
| 2    | Đài Bắc Trung Hoa | 2        | 1        | 6    | 6   | 5   | 1.200 | 264  | 256  | 1.031 |
| 3    | Úc                | 1        | 2        | 3    | 5   | 6   | 0.833 | 232  | 256  | 0.906 |
| 4    | Trung Quốc        | 1        | 2        | 3    | 4   | 6   | 0.667 | 229  | 236  | 0.970 |

| Ngày       | Thời gian |            | Điểm |                   | Set 1 | Set 2 | Set 3 | Set 4 | Set 5 | Tổng  | Nguồn |
| ---------- | --------- | ---------- | ---- | ----------------- | ----- | ----- | ----- | ----- | ----- | ----- | ----- |
| 27 tháng 7 | 11:30     | Úc         | 1–3  | Đài Bắc Trung Hoa | 23–25 | 17–25 | 26–24 | 18–25 |       | 84–99 | P2    |
| 27 tháng 7 | 14:00     | Iran       | 0–3  | Trung Quốc        | 25–27 | 19–25 | 20–25 |       |       | 64–77 | P2    |
| 29 tháng 7 | 11:30     | Trung Quốc | 1–3  | Đài Bắc Trung Hoa | 22–25 | 25–19 | 25–27 | 20–25 |       | 92–96 |       |
| 29 tháng 7 | 14:00     | Iran       | 3–1  | Úc                | 25–11 | 25–19 | 22–25 | 25–17 |       | 97–72 |       |

### Bảng G
|      |             | Trận đấu | Trận đấu | Điểm | Set | Set | Set   | Điểm | Điểm | Điểm  |
| Hạng | Đội         | T        | B        | Điểm | T   | B   | Tỉ lệ | T    | B    | Tỉ lệ |
| ---- | ----------- | -------- | -------- | ---- | --- | --- | ----- | ---- | ---- | ----- |
| 1    | Qatar       | 2        | 1        | 7    | 8   | 4   | 2.000 | 277  | 260  | 1.065 |
| 2    | Việt Nam    | 2        | 1        | 5    | 7   | 6   | 1.167 | 291  | 286  | 1.017 |
| 3    | Sri Lanka   | 1        | 2        | 3    | 6   | 8   | 0.750 | 297  | 303  | 0.980 |
| 4    | Ả Rập Xê Út | 1        | 2        | 3    | 4   | 7   | 0.571 | 252  | 268  | 0.940 |

| Ngày       | Thời gian |             | Điểm |             | Set 1 | Set 2 | Set 3 | Set 4 | Set 5 | Tổng    | Nguồn |
| ---------- | --------- | ----------- | ---- | ----------- | ----- | ----- | ----- | ----- | ----- | ------- | ----- |
| 27 tháng 7 | 11:30     | Qatar       | 2–3  | Sri Lanka   | 25–19 | 24–26 | 20–25 | 25–23 | 12–15 | 106–108 | P2    |
| 27 tháng 7 | 17:20     | Việt Nam    | 3–1  | Ả Rập Xê Út | 24–26 | 25–21 | 29–27 | 25–17 |       | 103–91  | P2    |
| 29 tháng 7 | 11:30     | Qatar       | 3–1  | Việt Nam    | 25–22 | 25–15 | 19–25 | 27–25 |       | 96–87   |       |
| 29 tháng 7 | 16:30     | Ả Rập Xê Út | 3–1  | Sri Lanka   | 25–17 | 27–25 | 19–25 | 25–23 |       | 96–90   |       |

### Bảng H
|      |           | Trận đấu | Trận đấu | Điểm | Set | Set | Set   | Điểm | Điểm | Điểm  |
| Hạng | Đội       | T        | B        | Điểm | T   | B   | Tỉ lệ | T    | B    | Tỉ lệ |
| ---- | --------- | -------- | -------- | ---- | --- | --- | ----- | ---- | ---- | ----- |
| 1    | Thái Lan  | 3        | 0        | 9    | 9   | 2   | 4.500 | 269  | 219  | 1.228 |
| 2    | Pakistan  | 2        | 1        | 5    | 6   | 6   | 1.000 | 266  | 261  | 1.019 |
| 3    | Iraq      | 1        | 2        | 3    | 5   | 7   | 0.714 | 267  | 266  | 1.004 |
| 4    | Hồng Kông | 0        | 3        | 1    | 4   | 9   | 0.444 | 248  | 304  | 0.816 |

| Ngày       | Thời gian |          | Điểm |           | Set 1 | Set 2 | Set 3 | Set 4 | Set 5 | Tổng   | Nguồn |
| ---------- | --------- | -------- | ---- | --------- | ----- | ----- | ----- | ----- | ----- | ------ | ----- |
| 27 tháng 7 | 14:30     | Pakistan | 3–2  | Hồng Kông | 21–25 | 22–25 | 25–20 | 25–21 | 15–6  | 108–97 | P2    |
| 27 tháng 7 | 20:10     | Thái Lan | 3–1  | Iraq      | 20–25 | 25–12 | 25–23 | 25–21 |       | 95–81  | P2    |
| 29 tháng 7 | 14:00     | Pakistan | 0–3  | Thái Lan  | 18–25 | 24–26 | 23–25 |       |       | 65–76  | P2    |
| 29 tháng 7 | 19:00     | Iraq     | 3–1  | Hồng Kông | 25–13 | 25–22 | 23–25 | 25–18 |       | 98–78  | P2    |

## Vòng chung kết
- Tất cả thời gian tính theo giờ indonesia (UTC+07:00).

### Tranh hạng 13 - 16
|  | Tranh hạng 13 - 16 | Tranh hạng 13 - 16 |                    |   | Trận tranh hạng 13 | Trận tranh hạng 13 |
|  |                    |                    |                    |   |                    |                    |
|  | 30 tháng 7         |                    |                    |   |                    |                    |
|  |                    |                    |                    |   |                    |                    |
|  | Sri Lanka          | 3                  |                    |   |                    |                    |
|  | Sri Lanka          | 3                  | 31 tháng 7         |   |                    |                    |
|  | Hồng Kông          | 0                  |                    |   |                    |                    |
|  | Hồng Kông          | 0                  | Sri Lanka          | 1 |                    |                    |
|  | 30 tháng 7         |                    | Sri Lanka          | 1 |                    |                    |
|  |                    | Iraq               | 3                  |   |                    |                    |
|  | Iraq               | Iraq               | 3                  | 3 |                    |                    |
|  | Iraq               |                    |                    | 3 |                    |                    |
|  | Ả Rập Xê Út        | 0                  |                    |   |                    |                    |
|  | Ả Rập Xê Út        | 0                  | Trận tranh hạng 15 |   |                    |                    |
|  |                    |                    |                    |   |                    |                    |
|  | 31 tháng 7         |                    |                    |   |                    |                    |
|  |                    |                    |                    |   |                    |                    |
|  | Hồng Kông          | 0                  |                    |   |                    |                    |
|  | Hồng Kông          | 0                  |                    |   |                    |                    |
|  | Ả Rập Xê Út        | 3                  |                    |   |                    |                    |

#### Tranh hạng 13 - 16
| Ngày       | Thời gian |           | Điểm |             | Set 1 | Set 2 | Set 3 | Set 4 | Set 5 | Tổng  | Nguồn |
| ---------- | --------- | --------- | ---- | ----------- | ----- | ----- | ----- | ----- | ----- | ----- | ----- |
| 30 tháng 7 | 11:30     | Sri Lanka | 3–0  | Hồng Kông   | 25–18 | 25–13 | 25–17 |       |       | 75–48 | P2    |
| 30 tháng 7 | 14:00     | Iraq      | 3–0  | Ả Rập Xê Út | 25–20 | 25–19 | 25–17 |       |       | 75–56 | P2    |

#### Trận tranh hạng 15
| Ngày       | Thời gian |           | Điểm |             | Set 1 | Set 2 | Set 3 | Set 4 | Set 5 | Tổng  | Nguồn |
| ---------- | --------- | --------- | ---- | ----------- | ----- | ----- | ----- | ----- | ----- | ----- | ----- |
| 31 tháng 7 | 11:30     | Hồng Kông | 0–3  | Ả Rập Xê Út | 17–25 | 20–25 | 19–25 |       |       | 56–75 |       |

#### Trận tranh hạng 13
| Ngày       | Thời gian |           | Điểm |      | Set 1 | Set 2 | Set 3 | Set 4 | Set 5 | Tổng  | Nguồn |
| ---------- | --------- | --------- | ---- | ---- | ----- | ----- | ----- | ----- | ----- | ----- | ----- |
| 31 tháng 7 | 14:00     | Sri Lanka | 1–3  | Iraq | 25–16 | 11–25 | 22–25 | 21–25 |       | 79–91 |       |

### Tranh hạng 9 - 12
|  | Tranh hạng 9 - 12 | Tranh hạng 9 - 12 |                    |   | Trận tranh hạng 9 | Trận tranh hạng 9 |
|  |                   |                   |                    |   |                   |                   |
|  | 30 tháng 7        |                   |                    |   |                   |                   |
|  |                   |                   |                    |   |                   |                   |
|  | Qatar             | 3                 |                    |   |                   |                   |
|  | Qatar             | 3                 | 31 tháng 7         |   |                   |                   |
|  | Pakistan          | 2                 |                    |   |                   |                   |
|  | Pakistan          | 2                 | Qatar              | 3 |                   |                   |
|  | 30 tháng 7        |                   | Qatar              | 3 |                   |                   |
|  |                   | Việt Nam          | 1                  |   |                   |                   |
|  | Thái Lan          | Việt Nam          | 1                  | 2 |                   |                   |
|  | Thái Lan          |                   |                    | 2 |                   |                   |
|  | Việt Nam          | 3                 |                    |   |                   |                   |
|  | Việt Nam          | 3                 | Trận tranh hạng 11 |   |                   |                   |
|  |                   |                   |                    |   |                   |                   |
|  | 31 July           |                   |                    |   |                   |                   |
|  |                   |                   |                    |   |                   |                   |
|  | Pakistan          | 1                 |                    |   |                   |                   |
|  | Pakistan          | 1                 |                    |   |                   |                   |
|  | Thái Lan          | 3                 |                    |   |                   |                   |

#### Tranh hạng 9–12
| Ngày       | Thời gian |          | Điểm |          | Set 1 | Set 2 | Set 3 | Set 4 | Set 5 | Tổng   | Nguồn |
| ---------- | --------- | -------- | ---- | -------- | ----- | ----- | ----- | ----- | ----- | ------ | ----- |
| 30 tháng 7 | 16:30     | Qatar    | 3–2  | Pakistan | 25–19 | 20–25 | 17–25 | 25–18 | 15–12 | 102–99 |       |
| 30 tháng 7 | 19:00     | Thái Lan | 2–3  | Việt Nam | 19–25 | 16–25 | 25–21 | 25–16 | 10–15 | 95–102 |       |

#### Trận tranh hạng 11
| Ngày       | Thời gian |          | Điểm |          | Set 1 | Set 2 | Set 3 | Set 4 | Set 5 | Tổng  | Nguồn |
| ---------- | --------- | -------- | ---- | -------- | ----- | ----- | ----- | ----- | ----- | ----- | ----- |
| 31 tháng 7 | 16:30     | Pakistan | 1–3  | Thái Lan | 23–25 | 25–18 | 18–25 | 18–25 |       | 84–93 |       |

#### Trận tranh hạng 9
| Ngày       | Thời gian |       | Điểm |          | Set 1 | Set 2 | Set 3 | Set 4 | Set 5 | Tổng  | Nguồn |
| ---------- | --------- | ----- | ---- | -------- | ----- | ----- | ----- | ----- | ----- | ----- | ----- |
| 31 tháng 7 | 19:00     | Qatar | 3–1  | Việt Nam | 25–18 | 25–22 | 16–25 | 25-15 |       | 91–65 |       |

### Top 8
|  | Tứ kết            | Tứ kết     |            |   | Bán kết           | Bán kết           |  |  | Chung kết | Chung kết |
|  |                   |            |            |   |                   |                   |  |  |           |           |
|  | 30 tháng 7        |            |            |   |                   |                   |  |  |           |           |
|  |                   |            |            |   |                   |                   |  |  |           |           |
|  | Hàn Quốc          | 3          |            |   |                   |                   |  |  |           |           |
|  | Hàn Quốc          | 3          | 31 tháng 7 |   |                   |                   |  |  |           |           |
|  | Trung Quốc        | 0          |            |   |                   |                   |  |  |           |           |
|  | Trung Quốc        | 0          | Hàn Quốc   | 2 |                   |                   |  |  |           |           |
|  | 30 tháng 7        |            | Hàn Quốc   | 2 |                   |                   |  |  |           |           |
|  |                   | Kazakhstan | 3          |   |                   |                   |  |  |           |           |
|  | Đài Bắc Trung Hoa | Kazakhstan | 3          | 0 |                   |                   |  |  |           |           |
|  | Đài Bắc Trung Hoa |            | 1 tháng 8  | 0 |                   |                   |  |  |           |           |
|  | Kazakhstan        | 3          |            |   |                   |                   |  |  |           |           |
|  | Kazakhstan        | 3          | Kazakhstan | 1 |                   |                   |  |  |           |           |
|  | 30 tháng 7        |            | Kazakhstan | 1 |                   |                   |  |  |           |           |
|  |                   | Nhật Bản   | 3          |   |                   |                   |  |  |           |           |
|  | Iran              | Nhật Bản   | 3          | 2 |                   |                   |  |  |           |           |
|  | Iran              | 31 tháng 7 |            | 2 |                   |                   |  |  |           |           |
|  | Indonesia         | 3          |            |   |                   |                   |  |  |           |           |
|  | Indonesia         | 3          | Indonesia  | 0 |                   |                   |  |  |           |           |
|  | 30 tháng 7        |            | Indonesia  | 0 |                   |                   |  |  |           |           |
|  |                   | Nhật Bản   | 3          |   | Trận tranh hạng 3 | Trận tranh hạng 3 |  |  |           |           |
|  | Nhật Bản          | Nhật Bản   | 3          | 3 | Trận tranh hạng 3 | Trận tranh hạng 3 |  |  |           |           |
|  | Nhật Bản          |            | 1 tháng 8  | 3 |                   |                   |  |  |           |           |
|  | Úc                | 0          |            |   |                   |                   |  |  |           |           |
|  | Úc                | 0          | Hàn Quốc   | 3 |                   |                   |  |  |           |           |
|  |                   |            |            |   |                   |                   |  |  |           |           |
|  | Indonesia         | 0          |            |   |                   |                   |  |  |           |           |
|  | Indonesia         | 0          |            |   |                   |                   |  |  |           |           |

|  | Tranh hạng 5 - 8  | Tranh hạng 5 - 8 |                   |   | Trận tranh hạng 5 | Trận tranh hạng 5 |
|  |                   |                  |                   |   |                   |                   |
|  | 31 tháng 7        |                  |                   |   |                   |                   |
|  |                   |                  |                   |   |                   |                   |
|  | Trung Quốc        | 3                |                   |   |                   |                   |
|  | Trung Quốc        | 3                | 1 tháng 8         |   |                   |                   |
|  | Đài Bắc Trung Hoa | 0                |                   |   |                   |                   |
|  | Đài Bắc Trung Hoa | 0                | Trung Quốc        | 1 |                   |                   |
|  | 31 tháng 7        |                  | Trung Quốc        | 1 |                   |                   |
|  |                   | Iran             | 3                 |   |                   |                   |
|  | Iran              | Iran             | 3                 | 3 |                   |                   |
|  | Iran              |                  |                   | 3 |                   |                   |
|  | Úc                | 2                |                   |   |                   |                   |
|  | Úc                | 2                | Trận tranh hạng 7 |   |                   |                   |
|  |                   |                  |                   |   |                   |                   |
|  | 1 tháng 8         |                  |                   |   |                   |                   |
|  |                   |                  |                   |   |                   |                   |
|  | Đài Bắc Trung Hoa | 3                |                   |   |                   |                   |
|  | Đài Bắc Trung Hoa | 3                |                   |   |                   |                   |
|  | Úc                | 2                |                   |   |                   |                   |

#### Tứ kết
| Ngày       | Thời gian |                   | Điểm |            | Set 1 | Set 2 | Set 3 | Set 4 | Set 5 | Tổng    | Nguồn |
| ---------- | --------- | ----------------- | ---- | ---------- | ----- | ----- | ----- | ----- | ----- | ------- | ----- |
| 30 tháng 7 | 11:30     | Đài Bắc Trung Hoa | 0–3  | Kazakhstan | 22–25 | 22–25 | 23–25 |       |       | 67–75   |       |
| 30 tháng 7 | 14:00     | Nhật Bản          | 3–0  | Úc         | 25–21 | 25–16 | 25–22 |       |       | 75–59   |       |
| 30 tháng 7 | 16:30     | Hàn Quốc          | 3–0  | Trung Quốc | 25–18 | 25–19 | 25–23 |       |       | 75–60   |       |
| 30 tháng 7 | 19:00     | Iran              | 2–3  | Indonesia  | 25–18 | 25–18 | 23–25 | 24–26 | 11–15 | 108–102 |       |

#### Tranh hạng 5 - 8
| Ngày       | Thời gian |            | Điểm |                   | Set 1 | Set 2 | Set 3 | Set 4 | Set 5 | Tổng    | Nguồn |
| ---------- | --------- | ---------- | ---- | ----------------- | ----- | ----- | ----- | ----- | ----- | ------- | ----- |
| 31 tháng 7 | 11:30     | Trung Quốc | 3–0  | Đài Bắc Trung Hoa | 25–22 | 25–19 | 25–23 |       |       | 75–64   |       |
| 31 tháng 7 | 14:00     | Iran       | 3–2  | Úc                | 17–25 | 18–25 | 25–21 | 25–19 | 16–14 | 101–104 |       |

#### Trận bán kết
| Ngày       | Thời gian |           | Điểm |            | Set 1 | Set 2 | Set 3 | Set 4 | Set 5 | Tổng    | Nguồn |
| ---------- | --------- | --------- | ---- | ---------- | ----- | ----- | ----- | ----- | ----- | ------- | ----- |
| 31 tháng 7 | 16:30     | Hàn Quốc  | 2–3  | Kazakhstan | 25–20 | 25–15 | 17–25 | 23–25 | 14–16 | 104–101 |       |
| 31 tháng 7 | 19:00     | Indonesia | 0–3  | Nhật Bản   | 17–25 | 24–26 | 23–25 |       |       | 64–76   |       |

#### Trận tranh hạng 7
| Ngày      | Thời gian |                   | Điểm |    | Set 1 | Set 2 | Set 3 | Set 4 | Set 5 | Tổng    | Nguồn |
| --------- | --------- | ----------------- | ---- | -- | ----- | ----- | ----- | ----- | ----- | ------- | ----- |
| 1 tháng 8 | 11:30     | Đài Bắc Trung Hoa | 3–2  | Úc | 25–23 | 25–20 | 21–25 | 21–25 | 15–11 | 107–104 |       |

#### Trận tranh hạng 5
| Ngày      | Thời gian |            | Điểm |      | Set 1 | Set 2 | Set 3 | Set 4 | Set 5 | Tổng  | Nguồn |
| --------- | --------- | ---------- | ---- | ---- | ----- | ----- | ----- | ----- | ----- | ----- | ----- |
| 1 tháng 8 | 14:00     | Trung Quốc | 1–3  | Iran | 25–15 | 17–25 | 23–25 | 21–25 |       | 86–90 |       |

#### Trận tranh hạng 3
| Ngày      | Thời gian |          | Điểm |           | Set 1 | Set 2 | Set 3 | Set 4 | Set 5 | Tổng  | Nguồn |
| --------- | --------- | -------- | ---- | --------- | ----- | ----- | ----- | ----- | ----- | ----- | ----- |
| 1 tháng 8 | 16:30     | Hàn Quốc | 3–0  | Indonesia | 25–16 | 25–21 | 25–13 |       |       | 75–50 |       |

#### Chung kết
| Ngày      | Thời gian |            | Điểm |          | Set 1 | Set 2 | Set 3 | Set 4 | Set 5 | Tổng   | Nguồn |
| --------- | --------- | ---------- | ---- | -------- | ----- | ----- | ----- | ----- | ----- | ------ | ----- |
| 1 tháng 8 | 19:00     | Kazakhstan | 1–3  | Nhật Bản | 13–25 | 20–25 | 27–25 | 23–25 |       | 83–100 |       |

## Thứ hạng cuối cùng
| Xếp hạng | Đội               |
| -------- | ----------------- |
| 1        | Nhật Bản          |
| 2        | Kazakhstan        |
| 3        | Hàn Quốc          |
| 4        | Indonesia         |
| 5        | Iran              |
| 6        | Trung Quốc        |
| 7        | Đài Bắc Trung Hoa |
| 8        | Úc                |
| 9        | Qatar             |
| 10       | Việt Nam          |
| 11       | Thái Lan          |
| 12       | Pakistan          |
| 13       | Iraq              |
| 14       | Sri Lanka         |
| 15       | Ả Rập Xê Út       |
| 16       | Hồng Kông         |

| Vô địch bóng chuyền nam châu Á 2017 |
| ----------------------------------- |
| · Nhật Bản · Lần 9                  |

| Đội hình 14–tuyển thủ nam                                                                                       |
| Otake, Fukatsu , Fujii, Yoneyama, Yamauchi, Dekita, Yanagida, Ide, Yamada, Ishikawa, Ri, Takahashi, Asano, Koga |
| Huấn luyện viên trưởng                                                                                          |
| Nakagaichi |

## Giải thưởng
| - Vận động viên toàn diện Yūki Ishikawa - Chuyền hai xuất sắc nhất Naonobu Fujii - Chủ công xuất sắc nhất Yūki Ishikawa Vitaliy Vorivodin | - Phụ công xuất sắc nhất Nodirkhan Kadirkhanov Haku Ri - Đối chuyền xuất sắc nhất Rivan Nurmulki - Libero xuất sắc nhất Oh Jae-seong |